# La Burbanche
La Burbanche település Franciaországban, Ain megyében. Lakosainak száma 97 fő (2022. január 1.). La Burbanche Arandas, Armix, Cheignieu-la-Balme, Ordonnaz, Prémillieu, Rossillon, Tenay és Plateau d'Hauteville községekkel határos.

## Népesség
A település népességének változása:
| Lakosok száma | 80   | 55   | 60   | 63   | 72   | 71   | 77   | 89   | 92   | 97   |
|               | 1968 | 1982 | 1990 | 2006 | 2013 | 2015 | 2017 | 2019 | 2020 | 2022 |